# Hipposideros caffer
Hipposideros caffer је сисар из реда слепих мишева и фамилије Hipposideridae.

## Угроженост
Ова врста није угрожена, и наведена је као последња брига јер има широко распрострањење.

## Распрострањење
Ареал врсте Hipposideros caffer обухвата већи број држава у Африци и Арабији. 
Врста је присутна у Алжиру, Мароку, Мауританији, Нигеру, Чаду, Сенегалу, Јемену, Саудијској Арабији, Судану, Малију, Нигерији, Камеруну, Републици Конго, ДР Конгу, Мозамбику, Етиопији, Сомалији, Замбији, Зимбабвеу, Јужноафричкој Републици, Анголи, Кенији, Танзанији, Бенину, Боцвани, Буркини Фасо, Бурундију, Обали Слоноваче, Екваторијалној Гвинеји, Еритреји, Габону, Гани, Гвинеји Бисао, Малавију, Намибији, Руанди, Сијера Леонеу, Свазиленду, Тогу, Уганди и Либерији.

## Станиште
Станишта врсте су шуме, саване и речни екосистеми.